# Nordische Skiweltmeisterschaften 1939

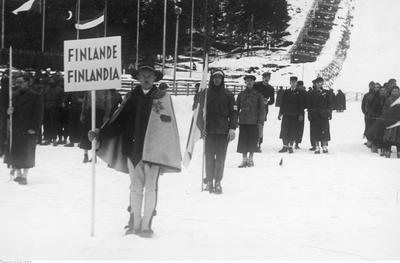
Eröffnungszeremonie der Weltmeisterschaften: Team Finnland

Die Nordischen Skiweltmeisterschaften wurden vom 11. bis 19. Februar 1939 in Zakopane ausgetragen. Der polnische Ort war somit zum zweiten Mal Ausrichter von Nordischen Skiweltmeisterschaften.

## Austragungsrhythmus Nordischer Skiweltmeisterschaften
1939 in Zakopane wurden die Nordischen Skiweltmeisterschaften – teilweise im Rahmen der Olympischen Winterspiele – zum letzten Mal im jährlichen Rhythmus ausgetragen. Die durch den Zweiten Weltkrieg bedingte Unterbrechung führte schließlich dazu, dass es zunächst zu einer Austragung jeweils im zweijährigen Wechsel mit den Olympischen Winterspielen kam. Ab 1985 fanden dann zwischen den Olympischen Spielen in den ungeraden Jahren jeweils zwei Weltmeisterschaften im Nordischen Skisport statt.

## Nationenerfolge und NS-Machtpolitik
Die Skandinavier dominierten wie gewohnt die Langlaufwettbewerbe, in denen es zweimal Gold für Finnland und einmal für Norwegen gab. Aber im Skispringen und in der Nordischen Kombination siegten zwei Sportler, die für Deutschland an den Start gingen. Allerdings war dies so nur möglich, weil es bedingt durch die rücksichtslose Machtpolitik der Nationalsozialisten im Jahr zuvor zu sog. Eingliederungen anderer Staatsgebiete gekommen war. Josef Bradl, der Weltmeister im Skispringen und erster Springer der Welt über die 100-Meter-Marke, hatte vorher die österreichische Staatsbürgerschaft und Gustl Berauer, der die Nordische Kombination gewann, die tschechoslowakische.

## Medaillenspiegel
| Platz | Nation          | Gold | Silber | Bronze | Gesamt |
| ----- | --------------- | ---- | ------ | ------ | ------ |
| 01    | Finnland        | 2    | 2      | 0      | 4      |
| 02    | Deutsches Reich | 2    | 0      | 0      | 2      |
| 03    | Norwegen        | 1    | 1      | 3      | 5      |
| 04    | Schweden        | 0    | 2      | 1      | 3      |
| 05    | Italien         | 0    | 0      | 1      | 1      |

| Platz | Sportler            | Gold | Silber | Bronze | Gesamt |
| ----- | ------------------- | ---- | ------ | ------ | ------ |
| 01    | Klaes Karppinen     | 1    | 2      | 0      | 3      |
| 02    | Josef Bradl         | 1    | 0      | 0      | 1      |
| 02    | Gustl Berauer       | 1    | 0      | 0      | 1      |
| 02    | Jussi Kurikkala     | 1    | 0      | 0      | 1      |
| 02    | Lars Bergendahl     | 1    | 0      | 0      | 1      |
| 02    | Pauli Pitkänen      | 1    | 0      | 0      | 1      |
| 02    | Olavi Alakulppi     | 1    | 0      | 0      | 1      |
| 02    | Eino Olkinuora      | 1    | 0      | 0      | 1      |
| 09    | Carl Pahlin         | 0    | 1      | 1      | 2      |
| 10    | Birger Ruud         | 0    | 1      | 0      | 1      |
| 10    | Gustav Adolf Sellin | 0    | 1      | 0      | 1      |
| 10    | Alvar Hägglund      | 0    | 1      | 0      | 1      |
| 10    | Selm Stenvall       | 0    | 1      | 0      | 1      |
| 10    | John Westbergh      | 0    | 1      | 0      | 1      |
| 15    | Arnholdt Kongsgård  | 0    | 0      | 1      | 1      |
| 15    | Magnar Fosseide     | 0    | 0      | 1      | 1      |
| 15    | Oscar Gjøslien      | 0    | 0      | 1      | 1      |
| 15    | Aristide Compagnoni | 0    | 0      | 1      | 1      |
| 15    | Severino Compagnoni | 0    | 0      | 1      | 1      |
| 15    | Gottfried Baur      | 0    | 0      | 1      | 1      |
| 15    | Alberto Jammaron    | 0    | 0      | 1      | 1      |

## Langlauf Männer
Detaillierte Ergebnisse

### Skilanglauf 18 km
| Platz | Sportler         | Land     | Zeit      |
| ----- | ---------------- | -------- | --------- |
| 1     | Jussi Kurikkala  | Finnland | 1:05:30 h |
| 2     | Klaes Karppinen  | Finnland | 1:06:05 h |
| 3     | Carl Pahlin      | Schweden | 1:06:35 h |
| 4     | Kalle Jalkanen   | Finnland | 1:07:42 h |
| 5     | Lars Bergendahl  | Norwegen | 1:07:54 h |
| 6     | Pekka Niemi      | Finnland | 1:07:56 h |
| 7     | Alfred Dahlqvist | Schweden | 1:07:59 h |
| 8     | Eino Olkinuora   | Finnland | 1:08:04 h |
| 9     | Toivo Tiainen    | Finnland | 1:08:35 h |
| 10    | Axel Danielsson  | Schweden | 1:08:53 h |

Datum: Mittwoch, 15. Februar 1939
Austragungsort/Strecke: Gubałówka
Teilnehmer: 133 genannt; 116 gestartet; 106 gewertet

### Dauerlauf 50 km
| Platz | Sportler              | Land        | Zeit      |
| ----- | --------------------- | ----------- | --------- |
| 1     | Lars Bergendahl       | Norwegen    | 2:57:43 h |
| 2     | Klaes Karppinen       | Finnland    | 3:00:27 h |
| 3     | Oscar Gjøslien        | Norwegen    | 3:05:42 h |
| 4     | Pekka Vanninen        | Finnland    | 3:05:56 h |
| 5     | Pekka Niemi           | Finnland    | 3:06:48 h |
| 6     | Alvar Hägglund        | Schweden    | 3:08:56 h |
| 7     | Clarence Atterday     | Schweden    | 3:11:55 h |
| 8     | Herbert Nenzen        | Schweden    | 3:12:17 h |
| 9     | Franc Smolej          | Jugoslawien | 3:16:06 h |
| 10    | Kristian Lillegjelten | Norwegen    | 3:18:34 h |

Datum: Donnerstag, 18. Februar 1939
Teilnehmer: 68 genannt; 55 gestartet; 41 gewertet

### 4 × 10 km Staffel
| Platz | Land            | Sportler                                                                | Zeit      |
| ----- | --------------- | ----------------------------------------------------------------------- | --------- |
| 1     | Finnland        | Pauli Pitkänen Olavi Alakulppi Eino Olkinuora Klaes Karppinen           | 2:08:35 h |
| 2     | Schweden        | Alvar Hägglund Selm Stenvall John Westbergh Carl Pahlin                 | 2:09:43 h |
| 3     | Italien         | Aristide Compagnoni Severino Compagnoni Gottfried Baur Alberto Jammaron | 2:13:38 h |
| 4     | Norwegen        | Olav Odden Magnar Fosseide Erling Evensen Olaf Hoffsbakken              | 2:13:55 h |
| 5     | Schweiz         | Adolf Freiburghaus Eric Soguel Victor Borghi Adi Gamma                  | 2:15:43 h |
| 6     | Deutsches Reich | Hermann Lochbihler Rudolf Wöss Leonhard Bach Albert Burk                | 2:16:33 h |

Datum: Montag, 13. Februar 1939

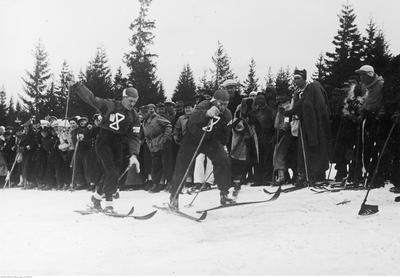
Erster Wechsel der Finnen: Pauli Pitkänen auf Olavi Alakulppi

Teilnehmer: 10 Mannschaften genannt; 10 Mannschaften gestartet; 10 Mannschaften gewertet
Die weiteren Plätze belegten die Staffeln aus Frankreich, Polen, Jugoslawien und Ungarn.

## Skispringen Männer
Detaillierte Ergebnisse

### Großschanze K-80
| Platz | Sportler                 | Land            | Weite 1 | Weite 2 | Note   |
| ----- | ------------------------ | --------------- | ------- | ------- | ------ |
| 1     | Josef Bradl              | Deutsches Reich | 80,0 m  | 76,5 m  | 224,70 |
| 2     | Birger Ruud              | Norwegen        | 72,5 m  | 81,5 m  | 224,20 |
| 3     | Arnholdt Kongsgård       | Norwegen        | 76,5 m  | 79,0 m  | 223,10 |
| 4     | Sven Selånger (Eriksson) | Schweden        | 78,0 m  | 78,5 m  | 222,20 |
| 5     | Stanisław Marusarz       | Polen           | 74,0 m  | 78,5 m  | 219,50 |
| 6     | Hilmar Myhra             | Norwegen        | 79,0 m  | 76,5 m  | 218,60 |
| 7     | Hans Lahr                | Deutsches Reich | 78,5 m  | 75,0 m  | 215,40 |
| 8     | Paul Kraus               | Deutsches Reich | 76,5 m  | 72,0 m  | 214,30 |
| 9     | Asbjörn Ruud             | Norwegen        | 68,0 m  | 70,0 m  | 214,20 |
| 10    | Paul Häckel              | Deutsches Reich | 69,0 m  | 76,0 m  | 213,70 |

Datum: Sonntag, 19. Februar 1939

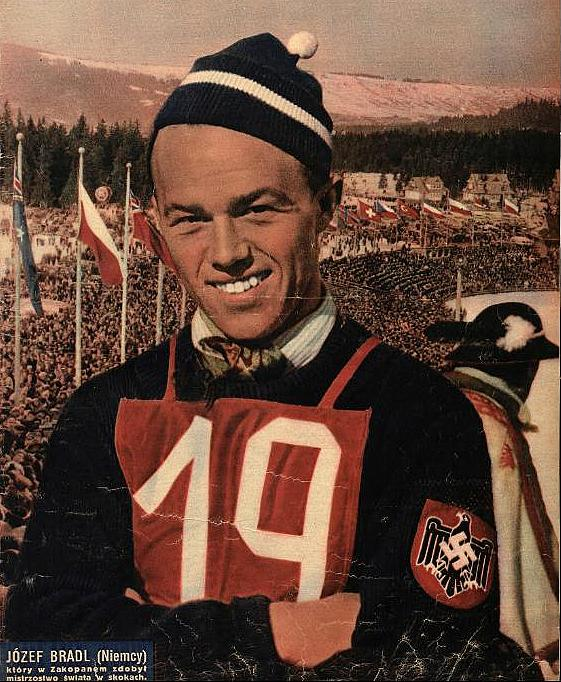
Weltmeister Sepp Bradl

Sprungschanze: Wielka Krokiew (K-80)
Teilnehmer: 68 genannt; 46 gestartet; 30 gewertet

## Nordische Kombination Männer
Detaillierte Ergebnisse

### Einzel (Großschanze K-80/18 km)

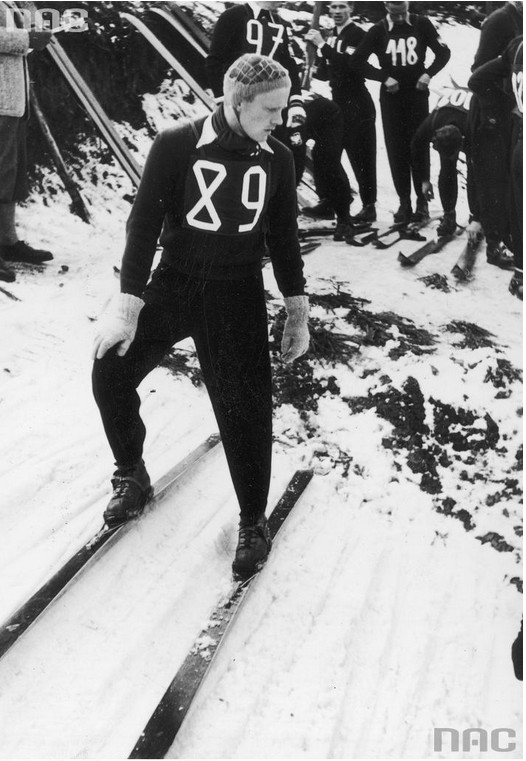
Gustl Berauer siegte in der Nordischen Kombination

| Platz | Sportler            | Land            | Punkte |
| ----- | ------------------- | --------------- | ------ |
| 1     | Gustav Berauer      | Deutsches Reich | 429,60 |
| 2     | Gustav Adolf Sellin | Schweden        | 426,60 |
| 3     | Magnar Fosseide     | Norwegen        | 422,40 |
| 4     | Andrzej Marusarz    | Polen           | 410,60 |
| 5     | Günther Meergans    | Deutsches Reich | 408,50 |
| 6     | Christian Merz      | Deutsches Reich | 403,00 |
| 7     | Stanisław Marusarz  | Polen           | 391,93 |
| 8     | Mieczysław Wnuk     | Polen           | 391,65 |
| 9     | Adi Gamma           | Schweiz         | 390,30 |
| 10    | Hans Lahr           | Deutsches Reich | 388,80 |

Datum:
Skilanglauf: Mittwoch, 15. Februar 1939
Sprunglauf: Donnerstag, 16. Februar 1939
Austragungsorte:
Skilanglauf: Gubałówka
Sprunglauf: Wielka Krokiew (K-80)
Teilnehmer: 46 genannt; 38 gestartet; 33 gewertet

## Militärpatrouillenlauf – inoffiziell

### Mannschaftswettkampf

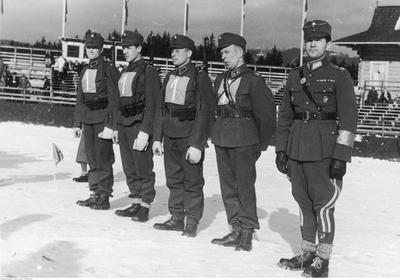
Das finnische Team belegte den fünften Platz

Im Rahmen der Weltmeisterschaften wurde auch ein Militärpatrouillenlauf ausgetragen. Die Teilnehmermannschaften bestanden aus jeweils vier Soldaten, geführt von einem Offizier, der eine Pistole mit sich führte und sich an den Schießwettbewerben nicht selbst beteiligte, zudem aus einem Unteroffiziersdienstgrad und aus zwei Mannschaftsdienstgraden. Zurückgelegt werden musste von jeder Mannschaft geschlossen eine Strecke von 25 km. Die Soldaten der deutschen Siegermannschaft waren Angehörige des III. Bataillons des Gebirgsjäger-Regiments 100 aus Bad Reichenhall.
| Platz | Land            | Sportler | Zeit      |
| ----- | --------------- | --- | --------- |
| 1     | Deutsches Reich | Albert-Ernst Gaum, OLt. Fritz Zängl, Oberjäger Heini Schaumann, Obergefreiter Hans Speckbacher, Gefreiter                | 2:26:16 h |
| 2     | Schweden        | Gerhard Hjukström, Leutnant Wilhelm Hjukström, Feldwebel Nils Östensson, wehrpflichtig Kristian Svelander, wehrpflichtig | 2:28:48 h |
| 3     | Polen           | Józef Hamburger Jan Haratyk Jan Czepczor Jan Wawrzacz                                                                    | 2:42:30 h |
| 4     | Italien         | Giuseppe Fabre Luigi Perenni Refreider Benedetti                                                                         | 2:42:39 h |
| 5     | Finnland        | Eino Kuvaja Kohonen Lauri Silvennoinen Kaplas                                                                            | 2:50:13 h |
| 6     | Rumänien        | Brezeanu Schiau Olteanu Barboi                                                                                           | 2:54:58 h |
| 7     | Ungarn          | Buky-Becht Berecz Katona Rieth                                                                                           | 2:54:58 h |

Datum: Freitag, 17. Februar 1939
Teilnehmer:
7 Mannschaften genannt; 7 Mannschaften gestartet;
7 Mannschaften gewertet